# 琼波·邦色
琼波·邦色苏孜（藏語：ཁྱུང་པོ་བུན་སད་ཟུ་ཙེས，威利转写：khyung po spung sad zu tses，THL：Khyunpo Pungse Sutse），简称琼波·邦色（藏語：ཁྱུང་པོ་ཕྲུང་སད，威利转写：khyung po spung sad），是吐蕃帝国早期的一位政治人物，在松赞干布时期曾担任过大贡论一职。
琼波·邦色原本是后藏地区一个名叫“藏蕃”（藏語：གཙང་བོད།）的国家的大臣。他见囊日论赞势力强大，便杀害了国王玛尔门（藏語：མར་མུན།），持其首级，以藏番两万户归附了囊日论赞。后来，琼波·邦色参与了征服赤邦松的结盟活动，深得南日伦赞的信任，被委以要职。
后来南日伦赞逝世，松赞干布继位。松赞干布与象雄国王李迷夏（藏語：ལིག་མི་རྐྱ）发生矛盾，计划出兵讨伐象雄，命琼波·邦色占卜出兵象雄之事，得到大吉之兆。松赞干布便决定御驾亲征象雄，琼波·邦色、噶尔·东赞域松（禄东赞）等著名大臣都追随参战。最终吐蕃历时三年，在664年灭象雄，杀死国王李迷夏。琼波·邦色被任命为象雄总管（藏語：ཁོས་དཔོན།）。
吐蕃大论娘·芒布杰尚囊在吐蕃扩张中立下了赫赫战功，深受松赞干布的信任，使琼波·邦色颇为嫉妒。他向松赞干布诬告尚囊怀有异心；同时又在尚囊面前声称松赞干布不信任尚囊，并且准备问他的罪。尚囊信以为真，身居自己的城堡布瓦堡寨中，不再前去参加朝会。松赞干布因此认为尚囊计划谋反，大怒，派兵攻陷了布瓦堡寨，尚囊为部下所杀。噶尔·芒香松囊继任大论之职，不久改授琼波·邦色为大论，权倾一时。
后来，琼波·邦色与另一名大臣倭美岱类赞发生矛盾而失势，松赞干布以年老为由保留其大论虚职，让他回自己的居城赤邦木堡（藏語：མཁར་ཁྲི་བོམས་སུ་）闲居。邦色十分不满，设下酒宴，邀请松赞干布前来巡视，实则阴谋加害。松赞干布派噶尔·东赞域松（禄东赞）前去安置牙帐。机警的噶尔·东赞域松发现了邦色的阴谋，潜回赞普驻地，向松赞干布如实报告。邦色得知阴谋败露，自刎身亡。其子昂日琼（藏語：ངག་རེ་ཁྱུང་།）按照其临终前的嘱咐，持其首级向松赞干布告发父亲谋反之事，请求松赞干布赦免琼波氏一族。松赞干布准其所奏。
相传琼波·邦色颇有聪明才智，能同时断三桩案件、听四件事决断之。他也是一位西藏围棋的高手。他与人对弈，当对方败局已定时，他便帮助对手，使其最终取胜。敦煌藏文文献《赞普传记》称：邦色死后，吐蕃就再也没有人智谋能够超过他了。